# Ochrodota marina
Ochrodota marina là một loài bướm đêm thuộc phân họ Arctiinae, họ Erebidae.